# Pajzsos poloskák
A pajzsos poloskák (Scutelleridae) a rovarok (Insecta) osztályába sorolt félfedelesszárnyúak (Hemiptera) rendjében a poloskák (Heteroptera) alrendjébe, ezen belül a címerespoloska-alkatúak (Pentatomomorpha) öregcsaládjába tartozó család.
Rendszertanilag és ránézésre is nagyon hasonlítanak a címeres poloskákhoz (Pentatomidea). Régebben egy taxonnak tekintették őket, és még ma is mozgatnak kisebb-nagyobb rendszertani egységeket a két osztály között.

## Megjelenésük, felépítésük
Nevüket megnövekedett, a potroh végén túlnyúló pajzsukról kapták. A potroh pereme pengeszerűen éles, a szárnyaknak csak keskeny része marad szabadon.

## Rendszertani felosztásuk
A családot alcsaládokra osztják, de ezekbe nem minden nemet sikerült besorolni.
Az egyes taxonok meghatározása meglehetősen nehéz, ezért két alcsalád rendszertani helyzete is erősen bizonytalan. Az utóbbi időben egyes rendszertanászok a címeres poloskák (Pentatomidae) Podopinae alcsaládjából ide sorolják át a pajzsos poloskaformák (Graphosomatini) teljes nemzetségét (ez nálunk még a  Podopinae alcsaládnál szerepel).
Az ITIS rendszertana három alcsaládot különböztet meg:
- Eurygastrinae Amyot & Serville, 1843
- Pachycorinae Amyot & Serville, 1843
- pajzsos poloskaformák (Scutellerinae) Leach, 1815

Ezt a BioLib és az NCBI további öttel egészíti ki:
- Elvisurinae Stål, 1872
- Hoteinae Carapezza, 2008
- ?Odontoscelinae Amyot & Serville, 1843
- ?Odontotarsinae Mulsant & Rey, 1865
- Tectocorinae McDonald & Cassis, 1984

Alcsaládba be nem sorolt nem:
- Geocrypha